# Pteronymia arinia
Pteronymia arinia är en fjärilsart som beskrevs av Herrich-Schäffer 1864. Pteronymia arinia ingår i släktet Pteronymia och familjen praktfjärilar. Inga underarter finns listade.